# François Muir
Pour les articles homonymes, voir Muir.
Jean-François de Bodt dit François Muir, né le 1er octobre 1955 à Uccle (Belgique) et décédé le 5 septembre 1997 à Boitsfort est un poète, romancier et plasticien belge.
Il participa à plusieurs reprises à des tournées de Plan K, la compagnie de Frédéric Flamand.
Il vécut et se maria en Thaïlande dans les années 1990.
L'écrivain belge Stéphane Lambert a publié un livre sur François Muir sous le titre Le jardin, le séisme (La Lettre volée, 2013).

## Œuvres
Sous le nom de Jean-François de Bodt
- Voix, poèmes, éditions Henry Fagne, Bruxelles, 1976.
- L'erailleurs yeux, poèmes, Atelier La Soif Etanche, Grivegnée, 1976.
- Nuit, Aube, poèmes, éditions Henry Fagne, Bruxelles, 1977.
- Dessins, Théâtre Banlieue, Bruxelles, 1984.

Sous le nom de François Muir
- Walla, récit, Transédition, Paris, 1986.
- Monsieur Rutil, roman, éditions Ledrappier, Paris, 1987.
- Le Palais des Haches, roman, Didier Devillez éditeur, Bruxelles, 1995. (The Axe Palace, traduit en anglais par Michael Woosnam-Mills, Didier Devillez éditeur, Bruxelles, 2002.)[2]
- Le Vigile, roman, précédé de Walla, récit, Didier Devillez éditeur, Bruxelles, 1996. (Monsieur Rutil, Watchman, traduit en anglais par Michael Woosnam-Mills, Didier Devillez éditeur, Bruxelles, 1999.)
- Ce qui fut le ciel, poèmes, Le Taillis Pré, Châtelineau, 1996.
- L'Hypothèse du Miroir, poèmes, Didier Devillez éditeur, Bruxelles, 1996.
- La Tentation du Visage, poèmes, Didier Devillez éditeur, Bruxelles, 1998.
- Itinéraire de l'Eclipse, poèmes, Didier Devillez éditeur, Bruxelles, 1999.
- Les Disparitions, poèmes, Didier Devillez éditeur, Bruxelles, 2000.
- Le Mort des Commencements précédé de Dans l'Ignorance des Territoires, poèmes, Didier Devillez éditeur, Bruxelles, 2001.
- L'Infamie de la lumière, La Lettre volée, Bruxelles, 2015.
- Le Jeûne de la vallée, La Lettre volée, Bruxelles, 2015.
- Toi, l'égaré, La Lettre volée, Bruxelles, 2016.

Traductions
- Monsieur Rutil, Watchman, traduit en anglais par Michael Woosnam-Mills, Didier Devillez éditeur, Bruxelles, 1999.
- The Axe Palace, traduit en anglais par Michael Woosnam-Mills, Didier Devillez éditeur, Bruxelles, 2002.
- 57 poèmes de la lumière/57 de poeme ale luminii, poèmes traduits en roumain par Cecilia Burtică, editura Scrisul Românesc, Craiova, 2006.
- Gezichtsverzoeking, trois poèmes traduits en néerlandais par Jan H. Mysjkin, in  Franstalig België, Dietsche Warande & Belfort, Leuven, 2001.
- Wachten op doortocht, choix de poèmes et de dessins, traduits en néerlandais par Bart Vonck, uitgeverij P, Leuven, 2019.